# Seznam farářů u sv. Václava v Žamberku
Toto je seznam duchovních, kteří působili v Žamberku při kostele sv. Václava.

## Historie
Kostel sv. Václava v Žamberku je prvně zmiňován v roce 1348 jako dřevěný. Tento kostel v roce 1684 vyhořel a na jeho místě byl v letech 1729-1738 postaven kostel nový. 
| Období působení          | jméno                               | poznámka |
| před 1360                | Henslin (Hänslein)                  | nejstarší známý farář |
| 1361                     | Václav                              | |
| 1377                     | Hajnuš                              | |
| 1383                     | Jan                                 | |
| 1393                     | Matěj                               | † v Žamberku |
| 1393                     | Prokop                              | † v Žamberku |
| 1396                     | Aleš                                | † v Žamberku |
| 1405                     | Erazim                              | |
| 1415                     | Otmar                               | |
| 1457                     | Michal                              | Zakladatelem a vůdcem Jednoty bratrské byl Řehoř Krajčí, ale prvním a dlouho jediným duchovním správcem byl utrakvistický farář Michal ze Žamberka.                               |
|                          | záznamy chybí                       | |
| 1569                     | Ján Peldřimovský                    | † v Žamberku |
| 1569                     | Peter                               | odešel do Čermné |
|                          | Augustin                            | z fary utekl |
|                          | Ján                                 | odešel do Písečné |
|                          | František                           | odešel do Šimperka |
|                          | Daniel                              | přišel ze Sopotnice |
|                          | Matěj                               | odešel do Heřmanova Městce |
|                          | Mikuláš                             | odešel do Chocně |
| 1585–1603                | Václav Kryštof Chotěborský          | † 1603 |
|                          | Pavel                               | působil asi půl roku |
|                          | Jiřík Orouský                       | Slovák, odešel do Chroustovic |
|                          | Zikmund Borouhradský                | odešel do Liberku |
| 1616-                    | Tobiáš Musconides Bělský            | přišel z Mladé Boleslavi |
|                          | Zikmund Písčík                      | |
|                          | Václav Knobelius Čáslavský          | |
|                          | Jan Zatejčký                        | po roce do Týnice u Kolína |
|                          | nějaký Polák                        | za dva týdny utekl |
|                          | Peter Kortenský                     | Polák |
|                          | Šebastian                           | přišel z Náchoda |
| 1636-1656                | K-M. Fridrich Blosius               | † 1656 |
| 1656                     | Václav Medek                        | |
| 1657                     | Valentin Šaršický                   | |
|                          | Tomáš Zauerman                      | |
| 1665-1672                | Václav Ondřej Macarius (Wenzl Andr) | pozdější kanovník svatovítský |
| 1667-1711                | Ondřej Ignác Rhau z Eichenthalu     | křtil Václava Divíška - Prokopa Diviše |
| 1711-1721                | Jiří Kavyka (Georg Adalbert Kawyk)  | † 16.5.1721 pochován v kostele sv. Václava |
| 1721-1733                | Jan František Müller                | |
| leden-říjen 1734         | Václav Tůma (Wenzl Thuma)           | |
| leden 1734-září 1737     | Martin Jiří Josef Hlavsa            | † 19.9.1737, výstavba fary |
| říjen 1737-březen 1759   | Antonín Jan Nepomuk Remek           | † 2.3.1759, dostavěl kostel 16.7.1738 |
| 1759-1800                | Matěj Kukla                         | † 24.12.1800, pochován v kostnici |
| 1801-1827                | František Šindler                   | zavřen v Králíkách z trestu, později poslán do Úsobí /Ousobí/ |
| květen 1827-duben 1844   | Bernard Schmidra                    | přišel z Úsobí |
| srpen 1844-srpen 1868    | Ignác Zich                          | * 30.7.1786 v Litomyšli, † 24.8.1864, dosazen baronem Johnem Parishem von Senftenberg, stal se titul. děkanem                                                                     |
| 23.11.1864-6.4.1866      | Josef Kalousek                      | rodák z Písečné, po primici kaplan 25 roků, r. 1844 farář v Bartošovicích |
| 1.8.1866-2.3.1870        | Jan A. Bílek                        | rodák z Kunvaldu - 9.8.1807, opravoval faru, † 2.3.1870, pochován v Kunvaldu |
| červen 1870-duben 1897   | Karel B. Hubert Chotovský           | * 2.11.1842 v Náchodě, † 2.4.1897 v Žamberku, pochován v Helvíkovicích |
| duben 1897-září 1897     | Vincenc Mencl                       | * 14.9.1853 Ústí n.O., administrátor - kaplan |
| září 189-leden 1921      | Josef Poláček                       | † 28.1.1921, pochován na hřbitově v Žamberku |
| leden 1921-červenec 1921 | Ignác Dovrtěl                       | * 1.9.1879, administrátor - kaplan, farář v Klášterci n.O. |
| červenec 1921-duben 1936 | František Kočí                      | farář v Klášterci, † 21.4.1936, pohřb. na zdejš. |
| duben 1936-srpen1937     | Eduard Maličký                      | * 1910 Dobruška, administrátor-kaplan, poté Lukavice u Rychnova |
| červenec 1937-únor 1949  | Josef Jakubec (kněz)                | * 8.2.1899 Ústí n.O., 1.2.1949 zatčen, zemřel na Mírově 27.6.1955, zde pochován                                                                                                   |
| 1949-říjen 1949          | Karel Otčenášek                     | odvolán do Hradce Králové jako ceremonář |
| listopad 1949            | Ignác Dovrtěl                       | prozatímně vykonával v Žamberku služby Boží |
| 1949-1951                | František Karel                     | * 31.5.1923 Ledeč n.Sáz., † 30.9.1971 |
| září 1952-listopad 1985  | Jan Šimek                           | * 23.9.1917 Pavlišov u Nách., † 4.11.1985, pochován v Žamberku |
|                          | Jaroslav Záruba                     | v Žamberku jen 4 měsíce vypomáhal, † 2.3.1986, pochován ve Slatině n. Zd. |
| červenec 1968-říjen 1969 | Oldřich Šmeral                      | * 14.4.1941, v Žamberku jako administrátor, † 17.7.2014, pochován v Pardubicích                                                                                                   |
| 1966-1967                | Vladimír Matějka                    | † 22.4.1990 |
|                          | Josef Kajnek                        | biskup od 4.11.1992, vysvěcen 12.12.1992 |
| 23.3.1986-31.7.1991      | Jindřich Krink                      | * 31.10.1944 Chrudim, odešel do Příbrami |
| 15.8.1991-29.6.2000      | Daniel Kolář                        | * 11.5.1963 Sušice, působí nyní ve Velké Losenici |
| srpen 2000 - červen 2017 | Oldřich Kučera                      | * 31.1.1972 Sebranice, od 1.10.2009 okrskový vikář nově vytvořeného žamberského vikariátu, působí nyní jako děkan v Havlíčkově Brodě a okrskový vikář havlíčkobrodského vikariátu |
| 1.7.2017                 | Wieslaw Kalemba                     | * 14.4.1979 Jarosław, Polsko |